# Гробље при Прекопи
Гробље при Прекопи (словен. Groblje pri Prekopi) је насељено место у општини Шентјернеј, регија Југоисточна Словенија, Словенија.

## Историја
До територијалне реорганизације у Словенији било је у саставу старе општине Ново Место.

## Становништво
У попису становништва из 2011. године, Гробље при Прекопи је имало 207 становника.
| Број становника према пописима | Број становника према пописима | Број становника према пописима |
| ------------------------------ | ------------------------------ | ------------------------------ |
| 1991                           | 2002                           | 2011                           |
| 237                            | 199                            | 207                            |

Напомена: До 1953. исказивано под именом Гробље.